# Lucas Bjerre Rasmussen
Lucas Bjerre Rasmussen (født 5. juli 2001 i Odense) er en  dansk ishockeyspiller der har været på kontrakt hos Odense Bulldogs i Superisligaen.
Rasmussen begyndte at spille ishockey i Odense, hvor han i sæsonen 2017-18 debuterede i Danmarks bedste ishockeyliga. Han har spillet på de danske U/16, U/17, U/18 og U/20-landshold.  
20. september 2019 blev Bjerre Rasmussen slået bevidstløs, og fik blandt andet hjernerystelse og knoglebrud i ansigtet under en udekamp mod Frederikshavn White Hawks. Hjemmeholdets spiller Kristian Jensen blev efterfølgende idømt 20 dages betinget fængsel for vold, og skulle betale 5740 kroner i erstatning til Lucas Bjerre Rasmussen for svie og smerte.
Han fik i 2020 kontrakt i Odense Bulldogs.
Rasmussen stoppede med at spille ishockey i Oktober 2020 pga. senskader fra hjernerystelsen.